# الكويت في الألعاب الأولمبية الصيفية 1976
تنافست الكويت في دورة الألعاب الأولمبية الصيفية 1976 في مونتريال، كيبيك، كندا. شارك 15 متنافسًا من الكويت، جميعهم من الرجال، في 13 حدثًا في 4 رياضات.

## ألعاب القوى
سباق 400 متر حواجز للرجال
- عبد اللطيف عباس هاشم

- التصفيات — 53.06 ثانية (→ لم يتقدم)

سباق التتابع 4×100 متر للرجال
- عبد العزيز عبد الكريم، عبد الكريم العوض، إبراهيم الربيع، عبد اللطيف عباس هاشم

- عَدو — 41.61 ثانية (→ لم يتقدم)

## سياج
في عام 1976 مثل الكويت أربعة مبارزين.

## روابط خارجية
- التقارير الاولمبية الرسمية